# Лиса Гора (Нікополь)
Ли́са Гора́ (Новопа́влівка) — історична місцевість у місті Нікополь, крайня східна частина, давнє козацьке поселення.
Було положене над річкою Дніпро та його протоках Лиман і Кам'янка.
Перше документальне свідчення про Лису Гору є в щоденнику посла Священної Римської імперії Еріха Лясоти відноситься до 1594 року.
Після повалення Запорозької Січі російський уряд називав поселення Новопавлівкою.
За царату входила у Новопавлівську волость Катеринославського повіту. На 1886 рік тут мешкала 2891 особа, налічувалось 459 дворів, існували православна церква, школа, 2 лавки, у 1 версті рибний завод.
За переписом 1897 року кількість мешканців зросла до 4154 осіб (2084 чоловічої статі та 2070 — жіночої), з яких 4151 — православної віри.
1936 року в результаті розкопок знайдено залишки давнього носорога.